# Campagne des archipels Ogasawara et Ryūkyū
Théâtre du Pacifique de la Seconde Guerre mondiale
Batailles
Campagne des archipels Ogasawara et Ryūkyū
- Bataille d'Iwo Jima
- Bataille d'Okinawa
- Opération Kikusui (en)
- Opération Ten-Gō

Batailles et opérations de la guerre du Pacifique

Japon :
- Raid de Doolittle
- Bombardements stratégiques sur le Japon (Tokyo
- Yokosuka
- Kure
- Hiroshima et Nagasaki)
- Raids aériens japonais des îles Mariannes
- Campagne des archipels Ogasawara et Ryūkyū
- Opération Famine
- Bombardements navals alliés sur le Japon
- Baie de Sagami
- Invasion de Sakhaline
- Invasion des îles Kouriles
- Opération Downfall
- Reddition du Japon

Pacifique central :
- Pearl Harbor
- Guam (1941)
- Wake
- Raid sur les îles Gilbert et Marshall
- Opération K
- Midway
- Opération RY
- Campagne des îles Gilbert et Marshall
- Campagne des îles Mariannes et Palaos
- Campagne des archipels Ogasawara et Ryūkyū
- Opération Inmate

Pacifique du sud-ouest :
- Nauru
- Invasion des Philippines (1941-42)
- Invasion des Indes orientales néerlandaises
- Opérations de l'Axe dans les eaux australiennes
- Raids aériens japonais sur l'Australie (1942-43)
- Opération Ke
- Campagne des îles Salomon
- Campagne de Nouvelle-Guinée
- Campagne des Philippines
- Campagne de Bornéo (1945)

Asie du sud-est :
- Invasion de l'Indochine (1940)
- Océan Indien (1940-45)
- Guerre franco-thaïlandaise
- Invasion de la Thaïlande
- Campagne de Malaisie
- Hong Kong
- Singapour
- Campagne de Birmanie
- Opération Kita
- Indochine (1945)
- Détroit de Malacca
- Opération Jurist
- Opération Tiderace
- Opération Zipper
- Bombardements stratégiques (1944-45)

Guerre sino-japonaise
Front d'Europe de l’Ouest
Front d'Europe de l’Est
Bataille de l'Atlantique
Campagnes d'Afrique, du Moyen-Orient et de Méditerranée
Théâtre américain
La campagne des archipels Ogasawara et Ryūkyū, également connue sous le nom de campagne des îles Volcano et Ryūkyū, est une série de batailles et d'engagements entre les forces alliées et les forces impériales japonaises sur le théâtre du Pacifique central de la Seconde Guerre mondiale entre janvier et juin 1945.
La campagne s'est déroulée dans l'archipel des îles Volcano et Ryūkyū. Les deux principales batailles terrestres de la campagne furent la bataille d'Iwo Jima (16 février-26 mars 1945) et la bataille d'Okinawa (1er avril-21 juin 1945). Une bataille navale majeure eut lieu, appelée opération Ten-Gō (7 avril 1945) d'après le titre opérationnel que lui donnèrent les Japonais.
La campagne faisait partie de la campagne alliée au Japon visant à fournir des zones de transit pour une invasion du pays ainsi qu'à soutenir le bombardement aérien et un blocus naval du continent japonais. Le largage d'armes atomiques sur deux villes japonaises et l'invasion soviétique de la Mandchourie japonaise amenèrent cependant le gouvernement japonais à se rendre sans qu'une invasion armée ne soit nécessaire.

## La campagne
L'importance stratégique d'Iwo Jima était discutable. Les Alliés considéraient l'île comme une zone de rassemblement importante pour les futures forces d'invasion, cependant, après la capture de l'île, leur objectif passa de l'utilisation de l'île comme zone de transit à base pour les escortes de chasseurs et les B-29. Les Japonais disposait d'une station radar et des pistes d'atterrissage pour les chasseurs traquant des B-29 qui attaquaient le continent japonais. S'il est capturé par les Américains, celui-ci leur fournirait des bases d'escortes de chasseurs afin d'aider les bombardiers B-29 à attaquer le continent japonais, ainsi qu'une piste d'atterrissage d'urgence pour tout aéronef endommagé ne pouvant pas retourner aux Mariannes.
L'opération de prise d'Iwo Jima est autorisée en octobre 1944, puis mise en œuvre à partir du 19 février 1945. L'île fut sécurisée le 26 mars ; seuls quelques Japonais furent capturés, les autres étant tués ou se suicidant afin d'éviter la reddition. Cependant, les Américains subirent un lourd tribut en victimes lors de leur débarquement initial, par opposition aux combats principaux. Les chasseurs débutèrent leurs opérations à partir du 11 mars, lorsque les aérodromes furent sécurisés, et les premiers bombardiers bombardèrent les îles d'origine.
Okinawa était juste à la porte du Japon, fournissant le tremplin aux Alliés pour envahir le continent japonais. Lors de la bataille, 131 000 soldats japonais défendirent l'île en essayant de faucher les Américains alors qu'ils débarquaient de leurs véhicules de débarquement. Le général Mitsuru Ushijima, voulant garder à distance des plages l'ennemi, utilisa la méthode kamikaze à grande échelle (déployé par Soemu Toyoda) qui coula 34 navires, endommagea 25 au-delà de toute réparation économique, et 343 autres endommagés à des degrés divers. Lors de la campagne terrestre, 48 193 militaires furent tués, blessés ou portés disparus lors de la campagne de sécurisation de l'île. À la fin de la bataille, les trois quarts des officiers japonais furent tués ou s'étaient suicidés. Seule une poignée d'officiers survécurent à la bataille, davantage de soldats ayant capitulé. Le 7 avril, le grand cuirassé japonais Yamato quitta le Japon pour une mission suicide nommé Ten-Go contre les forces alliées envahissant Okinawa. La flotte japonaise fut interceptée par l'aviation américaine et presque totalement détruite avant d'atteindre Okinawa. Le Yamato et cinq autres navires japonais furent coulés — le vice-amiral Seiichi Itō et le commandant du cuirassé, Kōsaku Aruga, furent tués dans la mission fatale. 
Le contrôle des îles Volcano et Ryūkyū aida les forces aériennes de l'armée américaine à mener des missions contre des cibles sur Honshū et Kyūshū, avec le premier raid sur Tokyo, du 9 au 10 mars.